# Summer Love (Justin Timberlake)
Summer Love è una canzone scritta da Justin Timberlake, Timothy Mosley, e Nate Hills, estratta come 4° singolo estratto dall'album di Timberlake "FutureSex/LoveSounds. La canzone è stata la quarta estratta dall'album a raggiungere la prima posizione nella classifica Mediabase Mainstream Top 40, rendendo Timberlake il primo artista ad aver piazzato quattro prime posizioni dallo stesso album.

## Versioni e remix
1. "Summer Love/Set the Mood (Prelude)" (Album version) - 6:24
2. "Summer Love" (Album version) - 4:18
3. "Summer Love" (Remix featuring Sam Rhansum)
4. "Summer Love" (Remix featuring Stat Quo) - 3:54
5. "Summer Love" (UltiMix) - 5:03
6. "Summer Love" (Remix featuring One-2) - 5:31
7. "Summer Love" (Remix featuring Fabolous and Dale)
8. "Hot Summer Love" Beat sampled by MC Chorbles & The Sleaze Unit

## Classifiche
| Chart (2007)                    | Peak position |
| ------------------------------- | ------------- |
| Austria Top 75                  | 52            |
| Brazilian Hot 100 Singles       | 19            |
| Billboard Canadian Hot 100      | 8             |
| New Zealand RIANZ Singles Chart | 16            |
| Romanian Singles chart          | 15            |
| Sweden Singles Chart            | 38            |
| Portuguese National Top 50      | 16            |
| U.S. Billboard Hot 100          | 6             |
| U.S. Billboard Pop 100          | 5             |
| U.S. Billboard Rhythmic Songs   | 13            |
| U.S. Billboard Pop Songs        | 1             |